# Dúnchad mac Conaing
Dúnchad mac Conaing o Dúnchad mac Dubháin va ser co-rei de Dál Riata (Dúnchad I) del 650 al 654.

## Origen
Es discuteix l'origen d'aquest personatge que pertany a un llinatge secundari del Cenél Gabráin. Regnà conjuntament amb Conall Crandomna:
- Alguns creuen que era "Dunchad mac Dubhan mac Eugan mac Eoganan", per tant, el besnét d'Eòganán mac Gabráin (mort el 595),[2] el germà gran d'Áedan mac Gabráin.[3]
- Altres com James E. Fraser el consideren, sobre la base de Senchus Fer n-Alban, com el fill de Conaing mac Aedan que va morir ofegat el 622,[4] un fill menor del mateix Áedan mac Gabráin i que "Dubhán" és només un sobrenom diminutiu que significa “negret”, que fa referència al seu pare.[5]

## Regnat
El Duan Albanach el nomena simplement “Dúngall” i li concedeix un regnat de 10 anys conjuntament amb Conall. En tot cas el seu regnat està lligat a la desastrosa situació en què es trobava el regne de Dal Riata arran de la derrota i mort de Domnall Brecc.
Els Annals d'Ulster ens informen que Dúnchad mac Conaing va ser assassinat l'any 654 a la batalla de Stráith Ethairt a les terres altes prop de Balquhidder pel rei picte Talorgan mac Enfret.

## Descendència
Dúnchad sembla ser el pare de Conall Cael mac Dúnchad, assassinat l'any 681, i de Conaing mac Dúnchad, assassinat en una escaramussa a Skye l'any 701 pel seu altre fill anomenat Osséne, l'avi de Fiannamail nepos Dúnchado, és a dir Fiannamail ua Dúnchada, rei de Dál Riata assassinat el 700.
Altres "ui Donnchado" són esmentats pels analistes d'aquesta època: Becc ua Dúnchada, assassinat el 707, Tuibride ua Dúnchada assassinat el 719 i finalment potser el rei de Kintyre Dúnchad Bec, que va morir el 721.